# ساكن أمين

تعديل مصدري - تعديل

ساكن امين هي إحدى قرى عزلة جعار بمديرية خنفر التابعة لمحافظة أبين، بلغ تعداد سكانها 590 نسمة حسب تعداد اليمن لعام 2004.